# Regulakirche (Chur)

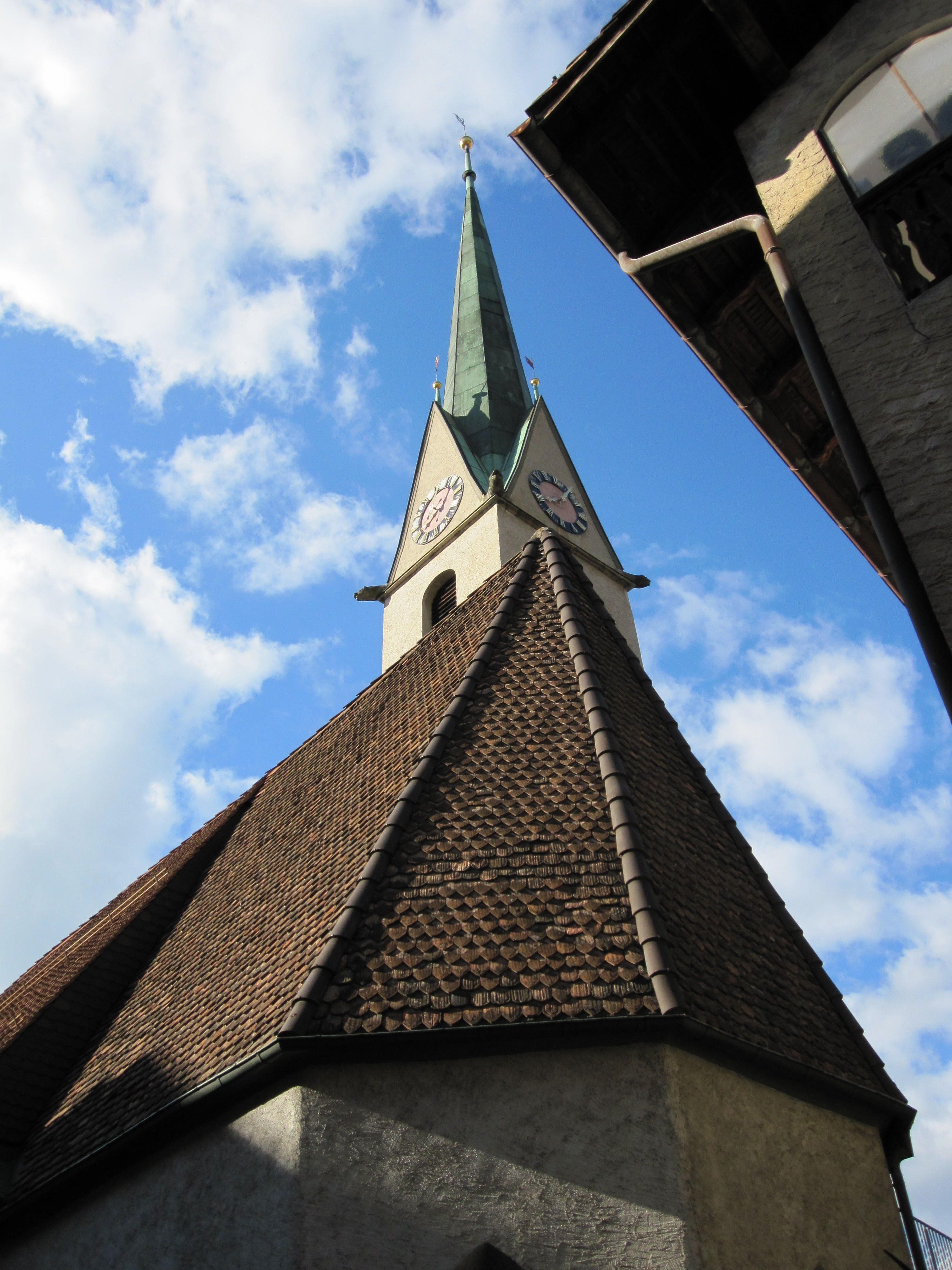
Die Regulakirche in Chur mit markantem Walmdach über dem Chor

Die Regulakirche in Chur ist neben der Martinskirche die zweite evangelisch-reformierte Altstadt-Kirche und Teil der Evangelisch-Reformierten Landeskirche Graubünden. 

## Geschichte und Ausstattung
Benannt ist der Sakralbau nach der Märtyrerin Regula aus dem 4. Jahrhundert. Ihre Bausubstanz geht auf das 9. Jahrhundert zurück. Sie befindet sich neben dem gut 300 Jahre alten Hotel Stern und nahe bei der Kantonsbibliothek Graubünden.
Die Regulakirche ist ein einfach gehaltener gotischer Bau. Ihre Fenster sind geziert durch Glasmalereien von Hanns Studer aus dem Jahr 1973. Nach Einführung der Reformation in Chur ab 1523 wurde die katholische Kirche zum evangelischen Gotteshaus umfunktioniert. 1526 wurde erstmals das evangelische Abendmahl gefeiert, und in der Regulakirche wurde 1527 die Feier der katholischen Messe abgeschafft. 
1967/68 erfolgte eine grössere Renovation. Eine zweite Renovation erfolgte im Jahr 2014. Gegenwärtig wird die Regulakirche nicht mehr als sonntägliche Predigtkirche, sondern nur noch zu wöchentlichen Abendandachten benutzt.

## Pfarrer
- Johannes Blasius (1490–1550), Pfarrer an der Regulakirche 1530–1550
- Philipp Gallicius (1504–1566), Pfarrer an der Regulakirche 1550–1566
- Johannes Gantner (1530–1605), Pfarrer an der Regulakirche 1566–1570
- Ulrich Campell (1510–1582), Pfarrer an der Regulakirche 1570–1574
- Franz Meier (1688–1752), Pfarrer an der Regulakirche 1728–1742
- Peter Saluz (1758–1808), freier Prediger an der Regulakirche 1798–1808